# Havřice (železniční zastávka)
Havřice jsou železniční zastávka nacházející se v Uherském Brodě-Havřicích na ulici U Zastávky. Původní název je odvozen z doby, kdy byly Havřice samostatná obec,[zdroj?] nyní jsou Havřice částí města Uherský Brod.
Zastávka Havřice leží na železniční trati Brno - Veselí nad Moravou - Vlárský průsmyk - Trenčianska Teplá (tzv. Vlárská dráha) a zastavují v ní jenom některé osobní vlaky.[zdroj?]
Zděná budova zastávky postavená v polovině 20. století byla v roce 2013 zbourána a nahrazena prefabrikovaným betonovým přístřeškem. Ten byl kolem roku 2019 doplněn o valbovou střechu.[zdroj?]

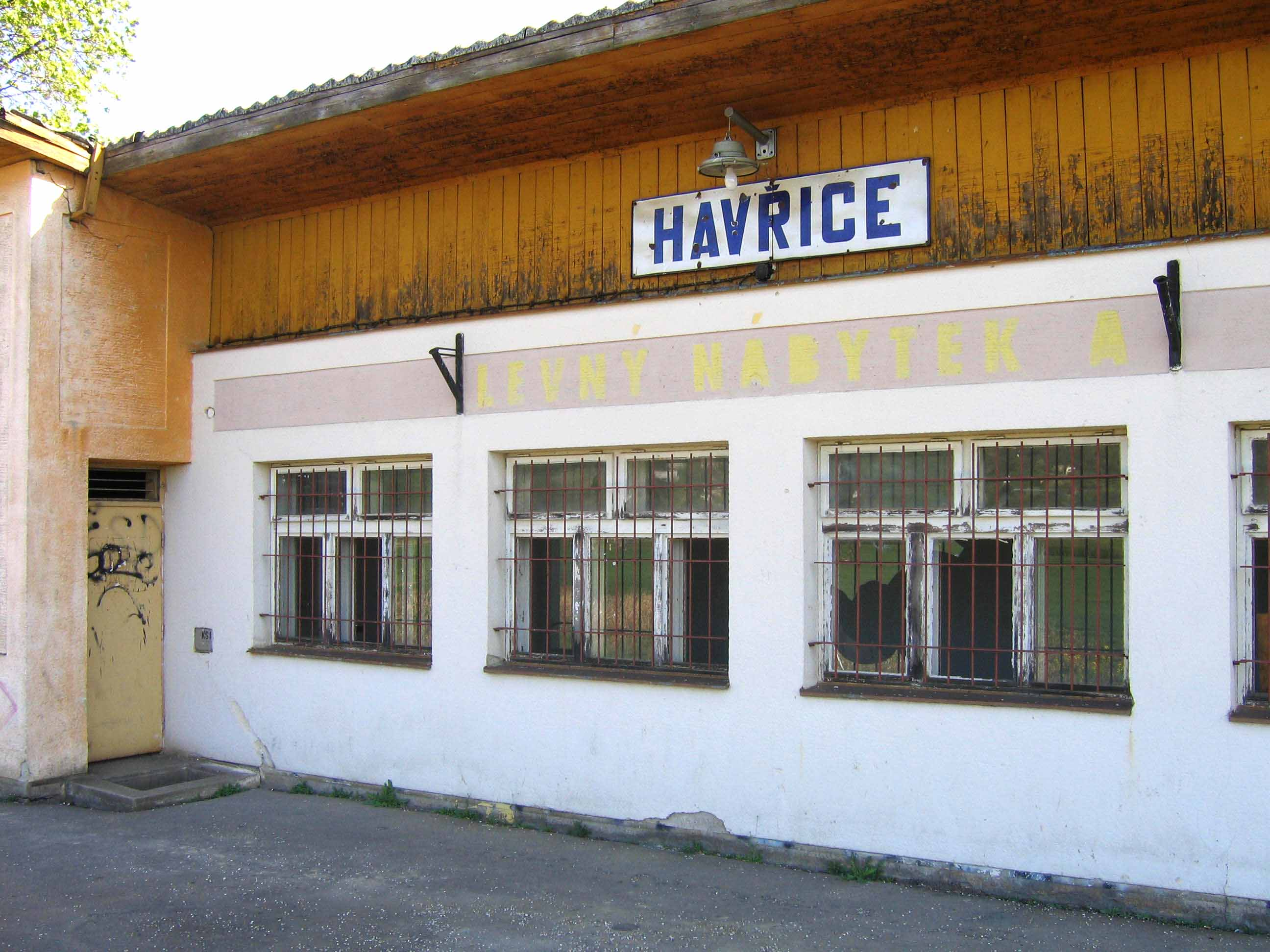
Stará nádražní budova byla značně zdevastovaná